# ماريان كلوسن
ماريان كلوسن (بالدنماركية: Marianne Clausen)‏ هي موزعة دنماركية، ولدت في 25 ديسمبر 1947، وتوفيت في 17 سبتمبر 2014.